# Sung Joon
Bang Sung-joon conocido artísticamente como Sung Joon, es un actor y modelo de Corea del Sur. Se volvió más conocido por sus protagónicos en las series de televisión Shut Up Flower Boy Band (2012), Can We Got Married? (2012),  I Need Romance 3 (2014), High Society (2015) y Madame Antoine: The Love Therapist (2016). También ha aparecido en las películas Dangerously Excited (2012), Horror Stories 2 (2013), Plutón (2013) y The Villainess (2017).

## Biografía
Es buen amigo de los actores-modelos Kim Young-kwang, Lee Soo-hyuk, Kim Woo-bin y Hong Jong hyun, el grupo es conocido como los "Model Avengers" por sus fanes.
El 18 de diciembre del 2018 inició su servicio militar obligatorio, el cual finalizó el 27 de julio del 2020.
En febrero del 2020 reveló que antes de enlistarse se había casado con su novia (quien no es parte del medio artístico) y que le habían dado la bienvenida a su primer bebé.

## Carrera
Es miembro de la agencia "O& Entertainment".

### Inicios
Empezó su carrera como modelo, pero pronto se decidió por la actuación, debutando en el drama White Christmas en 2011. Ese mismo año formó parte del reparto de Lie to Me. En 2012, fue parte del elenco principal en el drama adolescente Shut Up Flower Boy Band, donde interpretó al líder de una banda de rock.
Debutó en el cine con la película Dangerously Excited.

### Protagonismo
En 2013 debutó como protagonista en la comedia romántica Can We Got Married? junto a Jung So Min. El mismo año participó en su primer drama histórico, Gu Family Book.
Sung también protagonizó la película de terror Horror Stories 2 y en el thriller de escuela secundaria Plutón.
En 2014 participó en la tercera entrega de comedias románticas de TvN I Need Romance 3 como un compositor. Posteriormente se convirtió en un cirujano plástico para el drama Discovery of Love.
En 2015 fue el protagonista del drama de misterio High Society, como un hombre que triunfa pese a la pobreza de su familia. El mismo año, tuvo un papel de apoyo en Hyde, Jekyll, Me, una comedia romántica donde representó a un especialista en hipnosis.
En 2016 protagonizó la comedia romántica Madame Antoine junto a Han Ye-seul.
En 2017 protagonizó la comedia de misterio, Ms. Perfect junto a Ko So-young, como un abogado.
En mayo de 2021 se anunció que se uniría al elenco de la película Ghost Mansion.

## Filmografía

### Películas
| Año  | Título              | Papel         | Notas            |
| ---- | ------------------- | ------------- | ---------------- |
| 2012 | Dangerously Excited | Min-ki        |                  |
| 2013 | Horror Stories 2    | Jo Dong-Wook  | Segmento "Cliff" |
| 2013 | Pluto               | Yoo Jin       |                  |
| 2017 | One Day             | Young-woo     | Cameo            |
| 2017 | The Villainess      | Jung Hyun-soo |                  |
| 2021 | Ghost Mansion       |               |                  |

### Series de televisión
| Año     | Título                                   | Papel                       | Canal              | Ref.          |
| ------- | ---------------------------------------- | --------------------------- | ------------------ | ------------- |
| 2011    | White Christmas                          | Choi Chi-hoon               | KBS2               |               |
| 2011    | Lie to Me                                | Hyun Sang-hee               | SBS                |               |
| 2012    | Shut Up Flower Boy Band                  | Kwon Ji-hyuk                | tvN                |               |
| 2012    | Drama especial – Wetlands Ecology Report | Choi Goon                   | KBS2               |               |
| 2012    | Can We Get Married?                      | Ha Jung-hoon                | JTBC               |               |
| 2013    | Gu Family Book                           | Gon                         | MBC                |               |
| 2014    | I Need Romance 3                         | Joo Wan                     | tvN                |               |
| 2014    | Discovery of Love                        | Nam Ha-jin                  | KBS2               |               |
| 2015    | Hyde, Jekyll, Me                         | Yoon Tae-Joo / Lee Soo-Hyun | SBS                |               |
| 2015    | High Society                             | Choi Joon-gi                | SBS                |               |
| 2016    | Madame Antoine: The Love Therapist       | Choi Soo-hyun               | JTBC               |               |
| 2017    | Ms. Perfect                              | Kang Bong-goo               | KBS2               |               |
| 2017    | Mojito                                   | Chi Ji-woo                  | KBS2               |               |
| 2022-23 | Island                                   | Goong Tan                   | TVING, Prime Video | [ 39 ] [ 40 ] |
| 2023    | Llámalo amor                             | Yoon-jun                    | Disney+            | [ 41 ]        |
| 2025    | The Scandal of Chunhwa                   | Chae-jun                    | TVING              | [ 42 ]        |

### Programas de variedades
| Año  | Título        | Red  | Notas |
| ---- | ------------- | ---- | ----- |
| 2011 | Show! K Music | MBN  | MC    |
| 2013 | Miracle Corea | JTBC | MC    |

## Discografía
| Año  | Canción                    | Notas                         |
| ---- | -------------------------- | ----------------------------- |
| 2012 | "Jaywalking"               | Shut Up Flower Boy Band – OST |
| 2012 | "Wake Up"                  | Shut Up Flower Boy Band – OST |
| 2012 | "Today"                    | Shut Up Flower Boy Band – OST |
| 2012 | "Words You Shouldn't Know" | Shut Up Flower Boy Band – OST |
| 2014 | "Love Is Smiling"          | I Need Romance 3 – OST        |

## Premios y nominaciones
| Año  | Premio                                       | Categoría                                        | Trabajo nominado                     | Resultado |
| ---- | -------------------------------------------- | ------------------------------------------------ | ------------------------------------ | --------- |
| 2012 | 26th KBS Drama Awards                        | Premio de excelencia, Actor                      | Wetlands Informe de ecología         | Ganador   |
| 2014 | 7th Style Icon Awards                        | Icono nuevo                                      | Él                                   | Ganador   |
| 2014 | 16th Seoul International Youth Film Festival | Actor mejor                                      | Gu Libro familiar & I Need Romance 3 | Nominado  |
| 2014 | 28th KBS Drama Awards                        | Premio de excelencia, Actor en una Miniserie     | Descubrimiento de Amor               | Nominado  |
| 2015 | 23rd SBS Drama Awards                        | Premio de excelencia, Actor en una Miniserie     | Sociedad alta                        | Nominado  |
| 2015 | 23rd SBS Drama Awards                        | Premio de excelencia, Actor en una Obra Especial | Hyde, Jekyll, Me                     | Nominado  |
| 2015 | 23rd SBS Drama Awards                        | mejor pareja ((with Uee) )                       | Sociedad alta                        | Nominado  |
| 2016 | tvN10 Awards                                 | Rey de Comedia romántica                         | I Need Romance 3                     | Nominado  |